# Gochujang

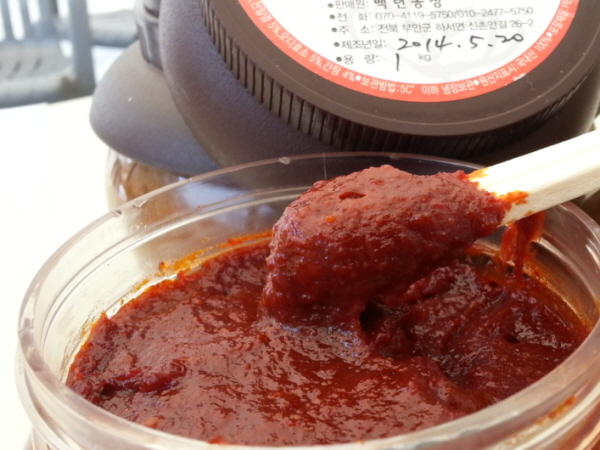
Gochujang

Gochujang o gotxujang (en coreà 고추장) és un terme coreà que designa la pasta de pebrot roig picant, un condiment fermentat dolç i picant a la vegada fet de pols de bitxo, arròs glutinós, meju (pols de soia fermentada), yeotgireum (pols de malta d'ordi), i sal.

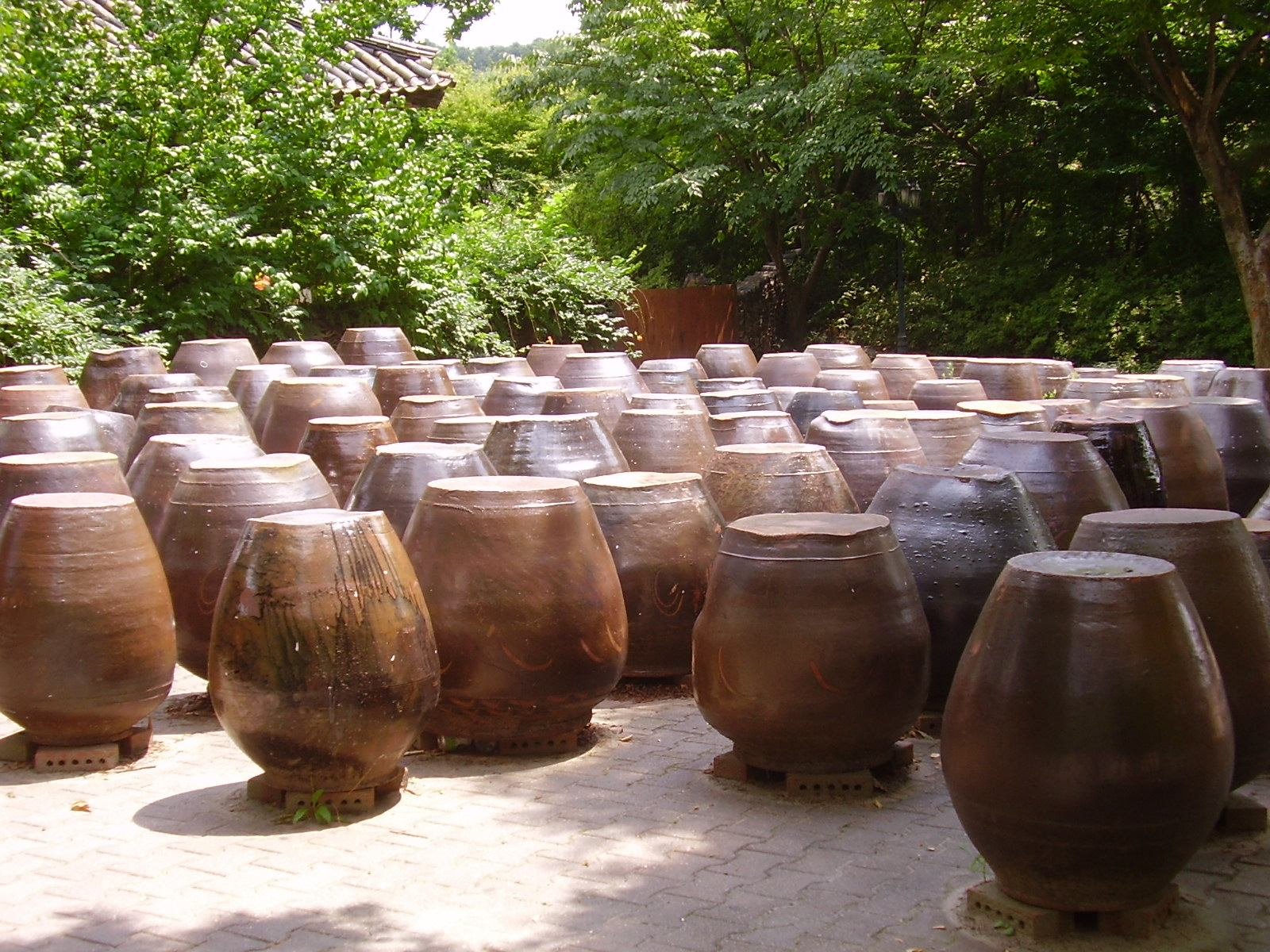
Gerres tradicionals usades per a fermentar gochujang

## Usos
Gochujang és usat en diversos plats com el bibimbap i el tteokbokki, i en amanides, estofats, sopes i carns marinades.